# Денкинген
Денкинген (њем. Denkingen) општина је у њемачкој савезној држави Баден-Виртемберг. Једно је од 34 општинска средишта округа Тутлинген. Према процјени из 2010. у општини је живјело 2.546 становника. Посједује регионалну шифру (AGS) 8327010.

## Географски и демографски подаци
Денкинген се налази у савезној држави Баден-Виртемберг у округу Тутлинген. Општина се налази на надморској висини од 687 метара. Површина општине износи 15,0 km². У самом мјесту је, према процјени из 2010. године, живјело 2.546 становника. Просјечна густина становништва износи 169 становника/km².

## Међународна сарадња
| Мјесто | Држава | Врста сарадње | Од    |
| ------ | ------ | ------------- | ----- |
| Јелинг | Данска | контакт       | 1972. |
| Извор  |        |               |       |